# Jean Luczak
Pour les articles homonymes, voir Luczak.
Jean Luczak est un footballeur professionnel français, né le 15 février 1941 à Montigny-en-Gohelle (Pas-de-Calais). Il évoluait au poste de défenseur.

## Carrière
- 1960-1961 :  RC Lens (D1) : 5 matchs, 0 but[1]
- 1962-1963 :  Lille OSC (D2) : 15 matchs, 5 buts
- 1963-1964 :  FC Nancy (D2) : 25 matchs, 5 buts
- 1964-1965 :  Lille OSC (D1) : 5 matchs, 0 but